# 弗朗齐歇克·克内博特
弗朗齐歇克·克内博特（捷克語：František Knebort，1944年1月19日—），捷克男子足球运动员，场上位置是前锋。他曾代表捷克斯洛伐克国奥队参加1964年夏季奥林匹克运动会足球比赛，获得一枚银牌。